# Junguitu
Junguitu (en euskera y oficialmente Jungitu) es un concejo del municipio de Vitoria, en la provincia de Álava, País Vasco (España).

## Geografía
Está situado al este del municipio, a 7 km del centro urbano, entre dos afluentes del río Alegría, y forma parte de la Zona Rural Este de Vitoria. 

### Localidades limítrofes
|                | Norte: Ullíbarri-Arrazua |            |
| Oeste: Zurbano |                          | Este: Ania |
|                | Sur: Ilárraza            |            |

## Historia
El actual concejo era una de las aldeas alavesas que fueron agregadas a Vitoria en 1332. Los diezmos de esta localidad eran cobrados por turno por las iglesias del concejo, Matauco, Arbulo y Lubiano. Cuando se vendía alguna heredad en este concejo, el duque del Infantado cobraba alcabala, por tener señorío sobre aquellas tierras.
A mediados del siglo XIX, cuando formaba parte del ayuntamiento de Elorriaga, tenía 108 habitantes. Aparece descrito en el noveno tomo del Diccionario geográfico-estadístico-histórico de España y sus posesiones de Ultramar de Pascual Madoz de la siguiente manera:

JUNGUITU: l. del ayunt. de Elorriaga en la prov. de Alava, part. jud. de Vitoria (1 ½ leg.), aud. terr. de Burgos, c. g. de las Provincias Vascongadas, dióc. de Calahorra (14). sit. en llano al E. de la cap.; le combaten todos loss vientos, y el clima es saludable. Tiene 30 casas, escuela de primera educacion, frecuentada por 40 alumnos, y dotada con 23 ½ fan. de trigo, igl. parr. (San Millan), servida por 3 beneficiados, 1 ermita dedicada á San Antonio Abad, y 3 fuentes de buenas aguas. El térm. confina N. Arzubiaga; E. Lubiano; S. Matauco; O. Zurbano. El terreno participa de bueno y mediano; le baña un riach. que rinde sus aguas al Zadorra: hay monte con arbolado. Los caminos locales: el correo se recibe de Vitoria. prod. trigo, cebada y mistos; cria ganado vacuno y caballar; caza de codornices y pesca de cangrejos. ind.: 1 molino harinero. pobl.: 23 vec., 108 alm. contr. y riqueza: con su ayunt. (V.)
(Madoz, 1847, p. 664)

Décadas después, ya en el siglo XX, se describe de la siguiente manera en el tomo de la Geografía general del País Vasco-Navarro dedicado a Álava y escrito por Vicente Vera y López:

Junguitu.—Aldea separada de Vitoria 7.192 metros. Tiene 29 viviendas de las que 15 son de dos pisos y 14 de uno, de ellas 3 sin habitar; su población es de 152 almas de hecho y derecho, de las que son varones 82 y hembras 70. Su parroquia, rural de segunda clase, está dedicada á San Millán; pertenece al arciprestazgo de Armentia; en su término están las ermitas de Nuestra Señora y de San Antonio Abad. Tiene una escuela incompleta, á la que también asisten los niños de Lubiano. Confina, al N., con Arzubiaga; al S., con Matauco; al E., con Lubiano y al O. con Zurbano. En su término brotan tres fuentes y además lo baña un riachuelo tributario del Zadorra. Produce cereales, legumbres y hortalizas y cría algún ganado vacuno, lanar y caballar. Comunica con Vitoria por un camino vecinal y fué una de las aldeas incorporadas en 1332.

A menos de un kilómetro de Junguitu, se levanta la ermita de Ania, que fué el templo parroquial del desaparecido lugar de este nombres, según consta en el catálogo de San Millán; tuvo su término redondo, amojonado, y los diezmos los cobraban por turno las iglesias de Junguitu, Matauco, Arbulo y Lubiano, y cuando se vendía alguna heredad, cobraba alcabala el duque del Infantado, por tener señorío sobre aquellas tierras.
(Vera y López, 1915-1921, p. 352)

## Demografía
En 2022 el concejo cuenta con una población de 110 habitantes según el Padrón Municipal de habitantes del Ayuntamiento de Vitoria.
| Gráfica de evolución demográfica de Junguitu entre 2000 y 2022                                           |
| |
| Población (2000-2022) según los censos de población del INE. Población según el padrón municipal de 2020 |

## Cultura

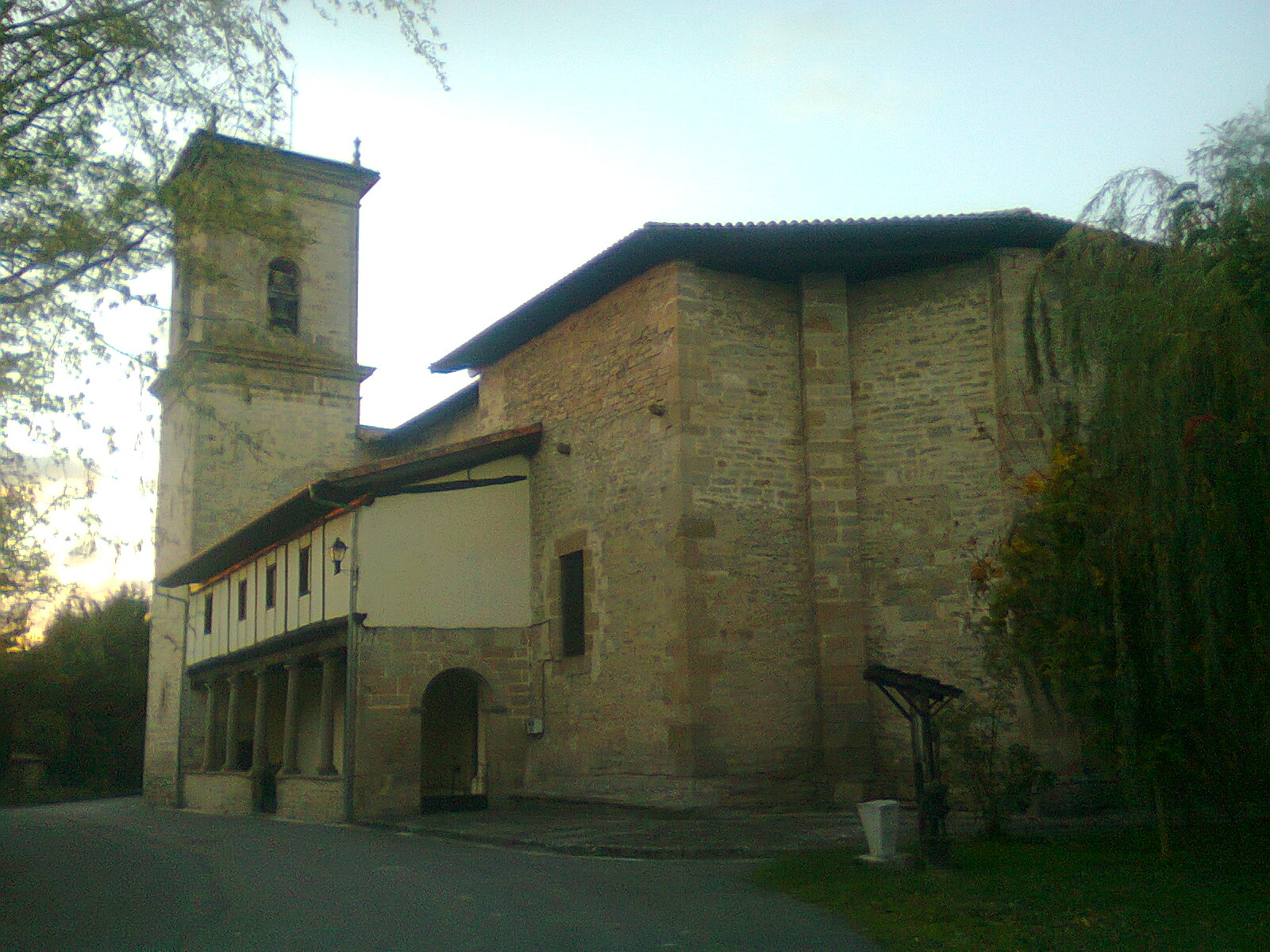
Iglesia de San Millán de Junguitu

### Patrimonio material
- Iglesia de San Millán. Alberga un retablo mayor de estilo neoclásico así como pinturas en las bóvedas del centro del crucero.[7]
- Palacio de los Landázuri. Ubicado junto a la iglesia, data del siglo XVI.[8]
- Palacio de los Ilarraza. Destaca en ella su arco de entrada jalonado con blasón heráldico.
- Ermita de San Antonio. Fue reconstruida en el año 1751, fecha de la cual posee un tosco retablo.
- Ermita de San Martín de Ania. Situada junto al enclave mortuorio de Ania, que pertenece a Arrazua-Ubarrundia.

### Patrimonio inmaterial
La vecindad del concejo era conocida con el apodo de Capa Chivos y celebraba su fiesta patronal el 12 de noviembre (San Millán). En la actualidad los actos se han trasladado al mes de septiembre.